# Йончхон (город, Республика Корея)
Йончхо́н (кор. 영천시?, 永川市?, Yeongcheon-si) — город в провинции Кёнсан-Пукто, Республика Корея.

## История
В историческую эпоху Самхан на месте Йончхона располагался племенной союз Кольбольсогук. Позже этот племенной союз был завоёван государством Силла, которое организовало на этом месте муниципальные образования Чоряхва-гун и Садонхва-хён, которые в 757 году здесь были объединены в уезд Имго-гун. В 925 году Имго был переименован в Ковуль-бу, распавшийся затем на Тодон-хён, Имчхон-мён и Иджи-хён.
Во время династии Корё на месте Йончхона находился Синнён-хён, затем Йонджу-гун. Позже, в эпоху Чосон в 1413 году Йончхон получил своё современное название. В 1522 году, после очередной административной реформы, Йончхон получил статус хёна, а уже через одиннадцать лет он снова был повышен в статусе до куна (другой вариант транскрипции — гун).
Статус города был получен Йончхоном в 1981 году.

## География
Йончхон расположен в 350 километрах от Сеула в юго-восточной части провинции Кёнсан-Пукто. Граничит на востоке с городами Кёнджу и Пхоханом, на западе — с городами Кёнсаном и Тэгу, на юге — с уездом Чхондо и на севере — с уездом Кунви. Климат муссонный, типичный для всего Корейского полуострова.
Через город протекает река Кымхоган, приток Нактонгана.

## Туризм и достопримечательности
- Буддийские храмы Ынхэса и Коджоам времён династии Чосон, а также современный храм Манбульса, являющейся одним из центров современного корейского буддизма (построен в 1995 году).
- Водопад на горе Чисан[2], один из крупнейших в стране.
- Ежегодный йончхонский фестиваль народной медицины[3].

## Символы
- Дерево: гинкго
- Цветок: роза
- Птица: голубь

## Города-побратимы
- Куроиси, Япония — с 1979
- Кайфын, Китай — с 2005